# Walter Baeten (1944)
Walter Baeten (Antwerpen, 1944) is een hedendaags voortrekker van de Vlaamse Beweging en was tot eind 2009 voorzitter van het IJzerbedevaartcomité.

## Biografie
Baeten studeerde af als licentiaat Wiskunde aan de Universiteit Gent. Hij gaf tot 2003 les als wiskundeleraar aan het Sint-Barbaracollege in Gent. Hij is al jaren actief binnen de Vlaamse Beweging. Hij was districtleider bij de scouts, bestuurslid van de Vlaamse Ziekenfondsen, en had diverse bestuursfuncties binnen de Marnixring. Hij koos bewust voor een sociaal en cultureel engagement, ongebonden, ver van elke partijpolitiek. In 2003 werd hij voorzitter van het IJzerbedevaartcomité. Met het einde van 2009 nam hij ontslag als voorzitter van het IJzerbedevaartcomité. Voorheen was hij als lid van de raad van bestuur en als ondervoorzitter heel actief bij de vereniging betrokken. Hij is momenteel ook voorzitter van de Alumni-vereniging van de Universiteit Gent.